# دیوانه‌ای از قفس پرید
دیوانه‌ای از قفس پرید سومین فیلم بلند احمدرضا معتمدی فیلم محصول سال ۱۳۸۱ است. این فیلم در بیست و یکمین جشنواره فیلم فجر به نمایش درآمد و موفق به دریافت سه سیمرغ بلورین شد.

## خلاصه داستان
یلدا با روزبه، جانباز جنگ، ازدواج کرده اما بیماری روزبه به شدت گرفته و او را در یک آسایشگاه برای مراقبت و درمان بستری می‌کنند. یلدا اگرچه علاقه زیادی به روزبه دارد اما در مورد رابطه اش دچار تردید شده است. روزبه که در دادگستری کار می‌کند، پیگیر پرونده‌های مفاسد اقتصادی ست. مستوفی، عموی یلدا، در سال‌های پس از جنگ از طریق اعمال خلاف و رباخواری و قاچاق و اختلاس ثروت؛ و نفوذ زیادی به دست آورده است پسرخوانده مستوفی دلباخته یلداست و قصد دارد با استفاده از نفوذ پدرش با یلدا ازدواج کند. مستوفی نیز سعی دارد با استفاده از وضعیت به هم ریخته روحی یلدا و بیماری روزبه، باعث جدایی آنها شود. از سوی دیگر چشم به ثروت پدر یلدا دارد و با مسموم کردن او یلدا را برای مداوای پدرش در شرایط سختی قرار می‌دهد. مستوفی که در اجرای نقشه‌هایش قدم به قدم پیش آمده، در مرحله آخر فراست را وارد بازی می‌کند که رئیس شعبه حقوقی و املاک بانکی است که اموال و دارایی‌های پدر یلدا در آن قرار دارد. فراست هم دل‌باختهٔ یلدا می‌شود و مستوفی برای اینکه از شر روزبه خلاص شود او را رو در روی فراست قرار می‌دهد که زمانی استاد روزبه بوده. روزبه که پی به واقعیت ماجرا می‌برد مصمم می‌شود حق یلدا و پدرش را بگیرد. یلدا هم که برای مداوای پدرش در آستانه تن دادن به، خواسته‌های مستوفی و فراست است. نهایتاً به سوی روزبه متمایل می‌شودو ادمهای فراست به دستور او روزبه را با چوب به سرش می‌زنند و ترکش در سر روزبه جابه‌جا می‌شود و نهایتاً منجر به معلولیت روزبه می‌شود و او دوباره بستری می‌شود. و یلدا با فراست به آسایشگاه می‌رود. پس از خروج فراست از اتاق آسایشگاه اعصاب و روان صدای شلیک گلوله و انفجار به گوش می‌رسد.

## بازیگران
- پرویز پرستویی در نقش روزبه
- نیکی کریمی در نقش یلدا
- عزت‌الله انتظامی در نقش مستوفی
- علی نصیریان در نقش فراست
- رضا سعیدی در نقش آصف
- علی اوسیوند در نقش یعقوب
- آرش تاج تهرانی در نقش رئیس دادگاه
- حسن کافوری در نقش فریور
- سعیده عرب در نقش مادر یلدا
- جهان مهربخش در نقش دکتر بیمارستان
- عباس موسوی در نقش دکتر منزل فراست
- قدرت‌الله صالحی در نقش منشی دکتر
- داوود زم در نقش مأمور آگاهی
- سید جلال طباطبایی در نقش عوامل فراست
- اسماعیل صیدلو در نقش عوامل فراست
- بهرام حمیدیان در نقش پسر مستوفی
- محمد اسماعیل فرحبخش در نقش بیمار در بیمارستان

## جوایز

### بیست و یکمین دوره جشنواره فیلم فجر
| قسمت                      | نامزد             | نتیجه    | جایزه                                         |
| ------------------------- | ----------------- | -------- | --------------------------------------------- |
| بهترین فیلم               | محمدرضا تخت کشیان | برنده    | سیمرغ بلورین                                  |
| بهترین کارگردانی          | احمدرضا معتمدی    | نامزدشده |                                               |
| بهترین بازیگر نقش اول مرد | پرویز پرستویی     | نامزدشده |                                               |
| بهترین بازیگر نقش اول زن  | نیکی کریمی        | برنده    | سیمرغ بلورین (مشترک به همراه فیلم واکنش پنجم) |
| بهترین موسیقی متن         | مجید انتظامی      | برنده    | سیمرغ بلورین                                  |
| بهترین طراحی صحنه و لباس  | ایرج رامین فر     | نامزدشده |                                               |